# Gare de Tourcoing (metrostation)
Gare de Tourcoing is een metrostation aan lijn 2 van de metro van Rijsel, gelegen in de Franse stad Tourcoing. Het metrostation werd op 18 augustus 1999 geopend en is vernoemd naar het plein waar het metrostation zich onder bevindt, Place Sébastopol. Het treinstation Tourcoing ligt op loopafstand van het metrostation.

## Omgeving
- Station Tourcoing
- Mediatheek André Malraux